# Эш, Тала
Талайех Ашрафи (англ. Talayeh Ashrafi, перс. طلایه اشرفی‎; род. 24 июля 1984, Тегеран), более известная как Тала Эш (англ. Tala Ashe, перс. طلا اش‎), — ирано-американская актриса театра и кино.
Наибольшую популярность получила за роль Зари Томаз и Зари Тарази в телесериале «Легенды завтрашнего дня» (3—7 сезоны).

## Ранние годы и образование
Ашрафи родилась в Тегеране, но уже в девятимесячном возрасте её родители иммигрировали в Соединенные Штаты. Выросла в городе Пауэлл в Огайо, расположенного неподалёку от столицы штата Колумбуса. Активно участвовала в школьных театральных постановках и как актриса, и режиссёр.
Получила степень бакалавра театрального искусства в Школе театра Бостонского университета. Также обучалась в Лондонской академии музыкального и драматического искусства и театре «Upright Citizens Brigade» в Нью-Йорке.

## Карьера
Впервые Эш появилась на экране в фильме 2008 года «Ожидание в Пекине» в роли Надии, иракской подруги главного героя Джорджа. В титрах этого фильма она была указана как Тала Ашрафи, однако во всех последующих картинах снималась как Тала Эш. В эпизодических ролях появлялась в сериалах «Закон и порядок», «Закон и порядок: Преступное намерение», «Студия 30» и «Тайные операции». Также имела постоянные роли в сериалах «Смэш», «Американская Одиссея», и «Как вращается мир».
В 2017 году вошла в основной актерский состав сериала «Легенды завтрашнего дня», где сыграла Зари Томаз. Эпизод «Опять двадцать пять» 3 сезона построен вокруг её персонажа: за свою игру Эш получила похвалу как поклонников, так и критиков.
Помимо киносъёмок, Тала Эш также участвовала в многочисленных театральных постановках.

## Фильмография
| Год       |   | Русское название                      | Оригинальное название        | Роль                                              |
| --------- | - | ------------------------------------- | ---------------------------- | ------------------------------------------------- |
| 2008      | ф | Ожидание в Пекине                     | Waiting in Beijing           | Надия / Nadia                                     |
| 2008      | с | Закон и порядок                       | Law & Order                  | Мэдисон / Madison                                 |
| 2008      | с | Как вращается мир                     | As the World Turns           | Амира Али Азиз / Ameera Ali Aziz                  |
| 2011      | с | Закон и порядок: Преступное намерение | Law & Order: Criminal Intent | Ребекка Лэндон / Rebecca Landon                   |
| 2012      | с | Смэш                                  | Smash                        | Р. Дж. Кигли / R. J. Quigley                      |
| 2015      | с | Американская Одиссея                  | American Odyssey             | Анна Стоун / Anna Stone                           |
| 2017—2022 | с | Легенды завтрашнего дня               | Legends of Tomorrow          | Зари Томаз, Зари Тарази / Zari Tomaz, Zari Tarazi |
| 2024      | с | Девушки в автобусе                    | The Girls on the Bus         | Алтея Абди / Althea Abdi                          |

## Спектакли
| Год  | Русское название                        | Оригинальное название        | Роль                                 | Театр / фестиваль                                   |
| ---- | --------------------------------------- | ---------------------------- | ------------------------------------ | --------------------------------------------------- |
| 2009 | Последствия                             | Aftermath                    | Наима / Naimah                       | Музей Соломона Гуггенхайма (Нью-Йорк)               |
| 2010 | Добро пожаловать в Арройо               | Welcome to Arroyo's          | Лелли Сантьяго / Lelly Santiago      | Старый глобус (Сан-Диего, Калифорния)               |
| 2011 | Снова против                            | Again and Against            | Дахлия / Dahlia                      | LAByrinth Summer Intensive (Нью-Йорк)               |
| 2011 | Желание идти                            | Urge for Going               | Джамила / Jamila                     | Общественный театр (Нью-Йорк)                       |
| 2012 | Троил и Крессида                        | Troilus and Cressida         | Крессида, Кассандра                  | Орегонский шекспировский фестиваль (Ашленд, Орегон) |
| 2012 | Виндзорские насмешницы                  | The Merry Wives of Windsor   | Анна Пейдж / Anne Page               | Орегонский шекспировский фестиваль (Ашленд, Орегон) |
| 2014 | Кто и что                               | The Who & the What           | Махвиш / Mahwish                     | Театр Клэр Тау (Нью-Йорк)                           |
| 2015 | Без ума                                 | Head over Heels              | Филоклея / Philoclea                 | Орегонский шекспировский фестиваль (Ашленд, Орегон) |
| 2015 | Самая счастливая песня звучит последней | The Happiest Song Plays Last | Шар / Shar                           | Орегонский шекспировский фестиваль (Ашленд, Орегон) |
| 2016 | Троил и Крессида                        | Troilus and Cressida         | Елена, Андромаха / Helen, Andromache | Делакорт (Нью-Йорк)                                 |
| 2017 | Профан                                  | The Profane                  | Эмина / Emina                        | Playwrights Horizons (Нью-Йорк)                     |
| 2022 | Английский                              | English                      | Эльхам / Elham                       | Atlantic Theater Company (Нью-Йорк)                 |
| 2025 | Английский                              | English                      | Эльхам / Elham                       | Roundabout Theatre Company (Нью-Йорк)               |

## Личная жизнь
Тала Эш имеет двойное гражданство — США и Ирана. Помимо английского она бегло говорит на персидском языке.